# Zuzana Šánová
Zuzana Šánová (* 24. května 1959) je česká politička a podnikatelka, v letech 2014 až 2017 poslankyně Poslanecké sněmovny PČR, členka hnutí ANO 2011.

## Život
Vystudovala ekonomiku na Vysoké škole zemědělské v Brně (získala titul Ing.).
Pracovala osm let v zemědělství v JZD Nížkov a následně v letech 1990 až 2000 na Finančním úřadě ve Žďáru nad Sázavou jako správce daně na kontrolním oddělení. Od roku 2000 podniká v oblasti účetnictví, daní a vzdělávání v regionu Vysočiny.
V letech 2007 až 2010 rovněž působila jako externí učitel na Pedagogické fakultě Univerzity Hradec Králové a v letech 2000 až 2007 jako středoškolský učitel na VOŠ a SPŠ Žďár nad Sázavou.
Zuzana Šánová je rozvedená a má dvě dcery (Eva a Dagmar). Žije ve Žďáru nad Sázavou (v místní části Mělkovice).

## Politické působení
Od roku 2012 je členkou hnutí ANO 2011.
Ve volbách do Poslanecké sněmovny PČR v roce 2013 kandidovala za hnutí ANO 2011 na 5. místě kandidátky v Kraji Vysočina, ale neuspěla (skončila jako 3. náhradnice). Krátce po volbách však rezignovali na funkce Miloslav Bačiak (problémy s komunistickou minulostí) a Jan Sobotka (problémy s nedoplatky na daních a zdravotním pojištění). A když v říjnu 2014 rezignovala i Věra Jourová kvůli zvolení eurokomisařkou, stala se Zuzana Šánová dne 21. října 2014 poslankyní Poslanecké sněmovny PČR.
Ve volbách do Poslanecké sněmovny PČR v roce 2017 již nekandidovala.